# Лоон, Хендрик Виллем ван
Хендрик Виллем ван Лоон (нидерл. Hendrik Willem van Loon; 1882—1944) — голландско-американский историк, журналист и иллюстратор книг, первый лауреат медали Джона Ньюбери.
Родился в Роттердаме в семье Хендрика Виллема ван Лоона и Элизабет Йоханны Ханкен. В 1902 году Хендрик отправился на учёбу в США, где учился в Корнеллском университете, получив степень бакалавра в 1905 году. Во время революции 1905 года работал в России в качестве корреспондента Ассошиэйтед Пресс. В 1906 году он женился на Элизе Боудич, дочери гарвардского профессора, в этом браке у него было два сына, Генри и Герард Виллем. После женитьбы Хендрик с семьёй переехал в Германию, где в 1911 году получил степень доктора философии в Мюнхенском университете за работу, которая стала его первой книгой — «Падение Голландской республики» (1913). В начале Первой мировой войны Хендрик ван Лоон был военным корреспондентом в Бельгии, но вскоре переехал в США и с 1915 года стал профессором истории в Корнеллском университете, а позже — в Гарвардском университете. Хендрик ван Лоон пользовался популярностью среди студентов за нестандартную манеру обучения, но коллеги по университетам относились к его методам скептично.
В 1919 году Хендрик ван Лоон получил американское гражданство, а в 1920 году вторично женился. Его второй женой была Элиза Хелен (Джимми) Крисвелл, с которой он впоследствии развёлся и в 1927 году женился на драматурге Фрэнсис Гудрич, но этот брак тоже распался. В конце жизни Хендрик ван Лоон вновь сошёлся с Элизой Крисвелл, которая унаследовала его имущество в 1944 году, но регистрировали ли они вновь свой брак, неизвестно.
В 1920—1930-х годах Хендрик ван Лоон сделал карьеру в качестве журналиста, радиокомментатора, обозревателя ряда газет и журналов, приглашенного лектора в нескольких университетах США и автора ряда научно-популярных книг, вышедших общим тиражом в 6 миллионов экземпляров. Книги Хендрика ван Лоона отличаются длинными заголовками и подзаголовками, многие свои книги он иллюстрировал сам. Популярность Хендрика ван Лоона быстро росла, и в некоторых СМИ его именовали «самым известным голландцем в Соединенных Штатах».
Наиболее известной книгой Хендрика ван Лоона является История человечества, за которую он был удостоен учреждённой в 1922 году медали Джона Ньюбери. Эту книгу при жизни дополнял сам Хендрик ван Лоон, затем дополнения вносил его сын и другие историки.
В 1920—1930-х годах Хендрик ван Лоон много раз бывал в Европе, в том числе в Германии, но после прихода к власти нацистов его книги были запрещены, а ему самому запрещён въезд в Германию. В ответ на это Хендрик ван Лоон в 1938 году написал книгу «Наша борьба: ответ одного человека на „Майн кампф“ Адольфа Гитлера» (англ. Our Battle, Being One Man's Answer to "My Battle" by Adolf Hitler), которая получила одобрение президента США Франклина Рузвельта. Хендрик ван Лоон активно участвовал в избирательной кампании Рузвельта 1940 года, призывая США и американцев бороться против тоталитаризма.
Хендрик ван Лоон умер в 1944 году в Олд-Гринуиче, штат Коннектикут и похоронен на местном кладбище.

## Закон Ван Лоона
Закон Ван Лоона представляется «Степень технического развития всегда будет в обратном отношении к числу рабов, которые находятся в распоряжении страны».. Закон является плохо сформулированным заявлением, сделанным в книге Стюарта Чейза "Мужчины и машины", опубликованной в 1929 году. Автором может являться Хендрик Виллем ван Лоон.

## Публикации

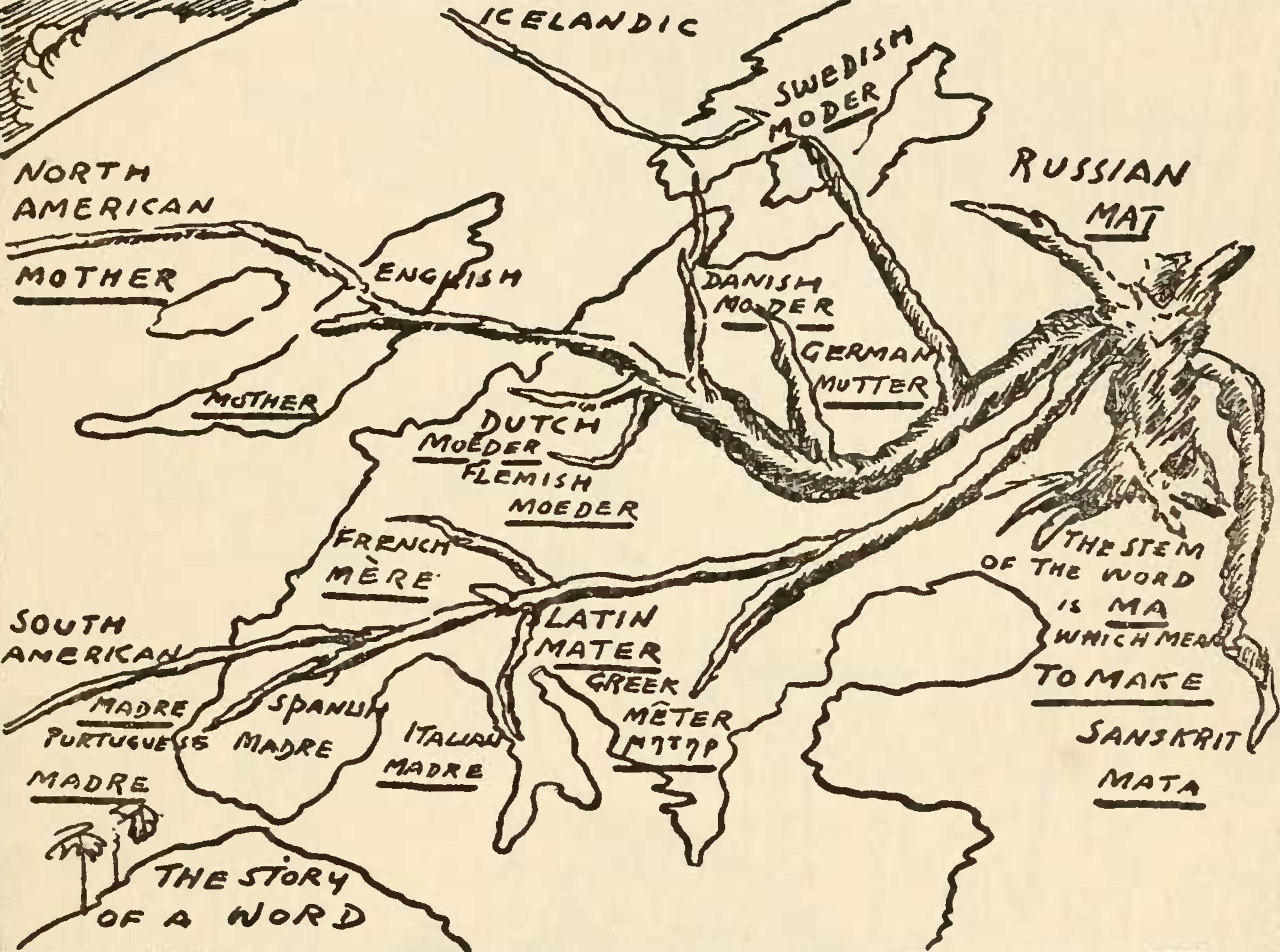
Предполагаемая эволюция слова «мать» в книге ван Лоона История человечества